# Hymedesmia poicilacantha
Hymedesmia poicilacantha är en svampdjursart som beskrevs av Alander 1942. Hymedesmia poicilacantha ingår i släktet Hymedesmia och familjen Hymedesmiidae. Inga underarter finns listade i Catalogue of Life.